# This
This ist eine französische Gemeinde mit 225 Einwohnern (Stand: 1. Januar 2022) im Département Ardennes in der Region Grand Est (vor 2016 Champagne-Ardenne); sie gehört zum Arrondissement Charleville-Mézières und zum Kanton Rocroi.

## Geographie
This liegt etwa zwölf Kilometer westsüdwestlich von Charleville-Mézières. Umgeben wird This von den Nachbargemeinden Sury im Norden, Belval im Nordosten, Warcq im Osten, Fagnon im Osten und Südosten, Neuville-lès-This im Süden und Südwesten sowie Saint-Marcel im Westen.

## Bevölkerungsentwicklung
| Jahr                       | 1962 | 1968 | 1975 | 1982 | 1990 | 1999 | 2006 | 2011 | 2019 |
| Einwohner                  | 171  | 174  | 149  | 147  | 137  | 160  | 180  | 213  | 225  |
| Quellen: Cassini und INSEE |      |      |      |      |      |      |      |      |      |

## Sehenswürdigkeiten

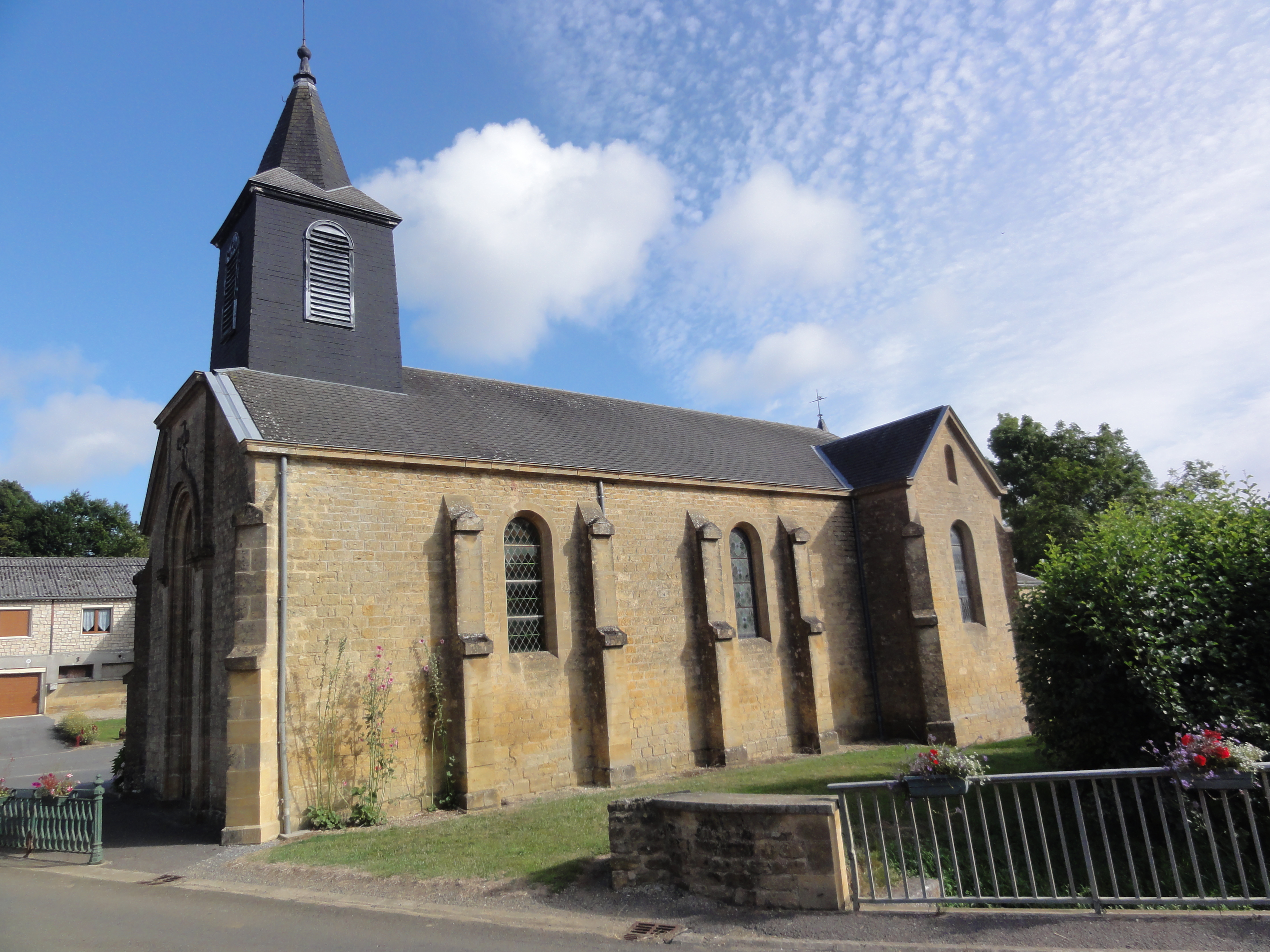
Kirche Saint-Pierre

- Kirche Saint-Pierre